# Kathleen Hanna
Kathleen Hanna (/ˈkæθliːn ˈhænə/; Portland, 12 novembre 1968) è una cantante e attivista statunitense. Nei primi anni novanta è stata la cantante del gruppo musicale punk Bikini Kill, per poi passare alla band dance-punk Le Tigre. Dal 2013 fa parte della band The Julie Ruin che riprende il nome di un suo album da solista del 1997 realizzato con lo pseudonimo 'Julie Ruin'. Ha collaborato con vari artisti, tra cui Joan Jett, Green Day e Yōko Ono. Nel 2007 ha tenuto lezioni d'arte all'Università di New York.

## Biografia

### Infanzia
Nasce a Portland, Oregon, ma nel 1971 si trasferisce con la famiglia a Calverton, nel Maryland. Comincia ad interessarsi al femminismo alla tenera età di nove anni, quando insieme alla madre va ad un evento al quale partecipa anche Gloria Steinem, icona del movimento. Nel 2000, durante un'intervista per la pubblicazione BUST, dichiara:
(Kathleen Hanna)
Nel documentario del 2006 Don't Need You: the Herstory of Riot Grrrl, Hanna dichiara che il suo interesse verso il movimento femminista è cresciuto quando sua madre acquistò il libro The Feminine Mystique. Il divorzio dei suoi genitori, avvenuto durante gli anni del liceo, è dovuto alla disapprovazione del padre per l'avvicinamento delle due al femminismo.

### Gli anni del college
Sul finire gli anni ottanta Hanna frequenta l'Evergreen State College di Olympia, Washington. Durante questo periodo lavora come spogliarellista per sostenere i suoi studi di fotografia. Insieme al collega Aaron Baush-Greene, lavora ad una mostra fotografica incentrata sui temi del sessismo e dell'AIDS; gli amministratori dell'università non permettono la pubblicazione degli scatti. In seguito a tale evento, insieme a Heidi Arbogast e Tammy Rae Carland, dà vita ad una galleria d'arte indipendente. Inoltre le tre donne formano una band chiamata Amy Carter, che suona prima delle esibizioni fotografiche.
Qualche anno dopo entra a far parte di un altro gruppo musicale, le Viva Knievel, e insieme a loro affronterà un tour degli Stati Uniti per due mesi, prima dello scioglimento definitivo della formazione. Al ritorno ad Washington inizierà a collaborare con la sua collega universitaria Tobi Vail dopo aver assistito ad una sua esibizione con i The Go Team, gruppo formato dalla stessa Vail, da Billy Karren e Calvin Johnson.

### Le Bikini Kill

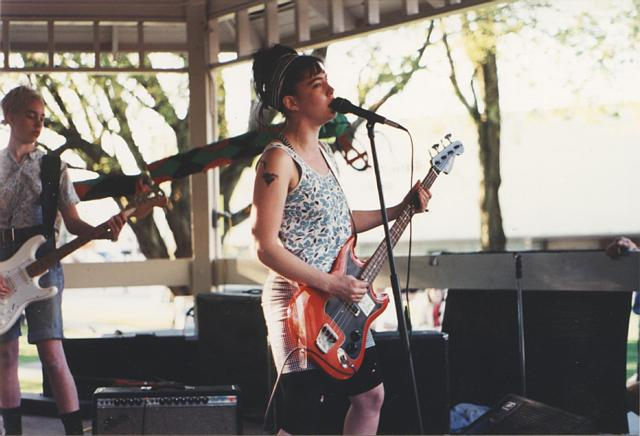
Le Bikini Kill in concerto nel 1991

Il primo lavoro di Hanna e Vail è una fanzine chiamata Revolution Girl Style Now. Più tardi daranno vita ad un'altra rivista, Bikini Kill, come risposta al sessismo della scena musicale punk. Le due, insieme a Kathi Wilcox e Billy Karren (già nei Go Team con la Vail), formano un nuovo gruppo musicale con l'intento di trasformare in musica i loro ideali. La band prenderà il nome della fanzine: Bikini Kill.
La prima pubblicazione del gruppo per l'etichetta Kill Rock Stars è un EP autoprodotto. Nel 1993 le Bikini Kill vanno in tour in Gran Bretagna e registrano un disco con la band inglese Huggy Bear. Le esibizioni europee vengono registrate ed insieme ad alcune interviste verranno incluse nel documentario It Changed My Life: Bikini Kill In The UK. Al ritorno negli Stati Uniti iniziano a collaborare con l'icona rock Joan Jett, la quale produce uno dei più celebri brani del gruppo, Rebel Girl. Dopo l'uscita del disco, Kathleen Hanna partecipa alla scrittura di alcune canzoni per il nuovo album della collega.
Nello stesso periodo produce vari brani da solista che verranno inseriti nella raccolta Wordcore della Kill Rock Stars.
I primi due EP delle Bikini Kill vengono rimasterizzati e pubblicati nel 1993 su compact disc, con il titolo The C.D. Version of the First Two Records. Più tardi, rispettivamente nel 1994 e nel 1996, verranno pubblicati due nuovi dischi del gruppo: Pussy Whipped e Reject All American. Nel 1998 Kill Rock Stars pubblica Bikini Kill: The Singles, una raccolta di singoli e canzoni apparse solo su compilations.

### Il movimento Riot Grrrl

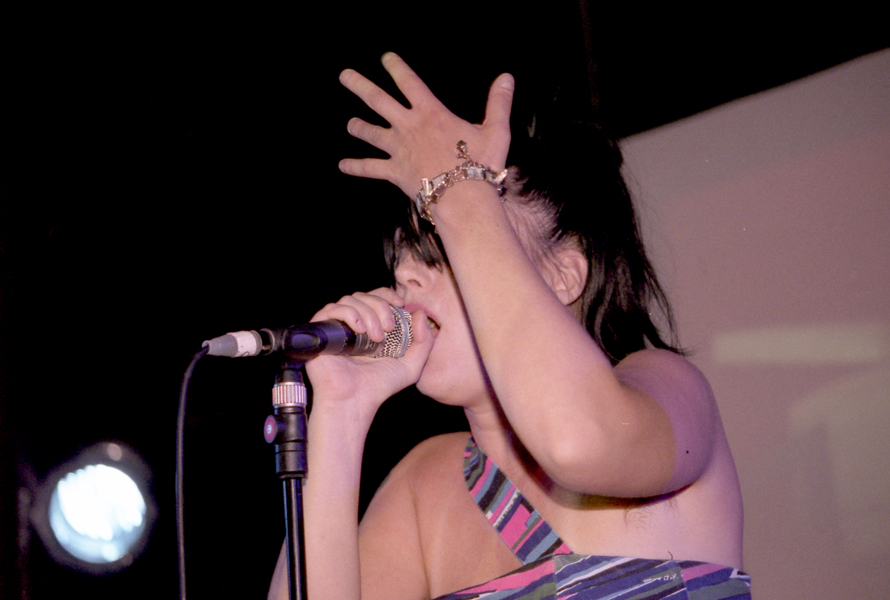
Kathleen Hanna dal vivo con Le Tigre

Nel 1991 il gruppo trascorre l'estate a Washington, dove Hanna inizia a collaborare con Allison Wolfe, Molly Neuman e Jen Smith della band Bratmobile alla fanzine Riot Grrrl, che alza l'attenzione verso l'attività femminista e la presenza delle donne nella scena musicale punk. Nel 2000, in un'intervista per Index Magazine la cantante dichiara:
(Kathleen Hanna)
Bikini Kill, Bratmobile e le varie fanzine femministe, come Jigsaw e Girl Germs, hanno dato vita al movimento chiamato riot grrrl.

### Le Tigre

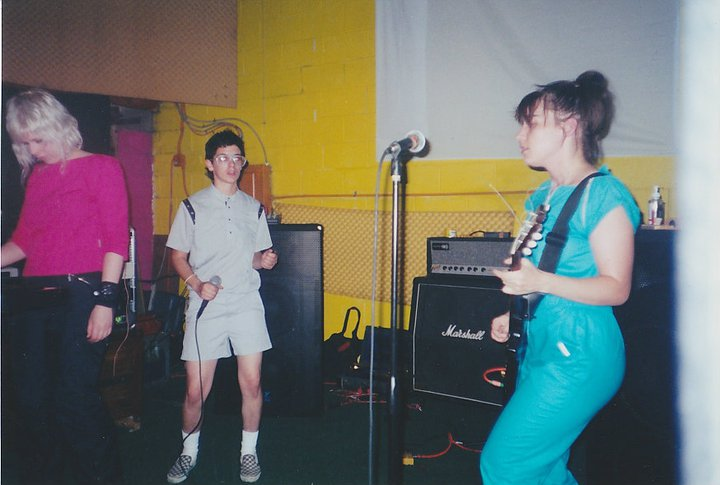
Le Tigre in concerto a Indianapolis nei primi anni 2000

A Portland, Oregon, Hanna inizia una collaborazione con l'amica Johanna Fateman per un concerto di Julie Ruin, pseudonimo usato dalla Hanna per un album solista del 1997. Le due danno vita ad una band, The Troublemakers, che si scioglie quando Fateman si trasferisce a New York per studiare.
Kathleen la segue sulla East Coast e, insieme alla regista Sadie Benning, formano il gruppo musicale Le Tigre. La nuova formazione costruisce un particolare stile musicale che va tra il punk e il suono elettronico.
Il primo lavoro di Le Tigre è pubblicato dall'etichetta Mr. Lady Records ed include i singoli Hot Topic e Deceptacon. Dopo il primo disco Sadie Benning lascia il gruppo e viene rimpiazzata da JD Samson per la pubblicazione del loro secondo album, Feminist Sweepstakes.
Quando l'etichetta Mr. Lady Records chiude, Le Tigre passano alla Universal Records e nel 2004 viene pubblicato il terzo lavoro, This Island. Nel 2005 e nell'anno successivo affrontano un lungo tour negli Stati Uniti ed inoltre escono dai confini nazionali per qualche tappa europea.
Realizzano due dischi contenenti remix dei propri brani e successivamente, nel 2007, annunciano una pausa dall'attività musicale. Nel 2009 Le Tigre si riuniscono per produrre My Girls, brano contenuto nell'album Bionic di Christina Aguilera.

### The Julie Ruin
Nel 2010 la Hanna riprende il suo progetto musicale rock-elettronico che aveva inaugurato nel 1997 con un album solista, intitolato Julie Ruin. Il progetto (con l'aggiunta dell'articolo determinativo "The") si trasforma in un gruppo musicale che comprende: Kathi Wilcox (già nelle Bikini Kill), Carmine Covelli, Sara Landeau e Kenny Mellman. Nel giugno del 2013 la formazione pubblica il suo primo singolo Oh Come On, cui segue l'album Run Fast il 3 settembre dello stesso anno. Nello stesso mese la band va in tour, il primo dal 2005 per Kathleen.
Nel 2016 The Julie Ruin firmano un contratto con l'etichetta Hardly Art, per la quale pubblicano il secondo album Hit Reset, preceduto dal singolo "I Decide".

### Vita privata

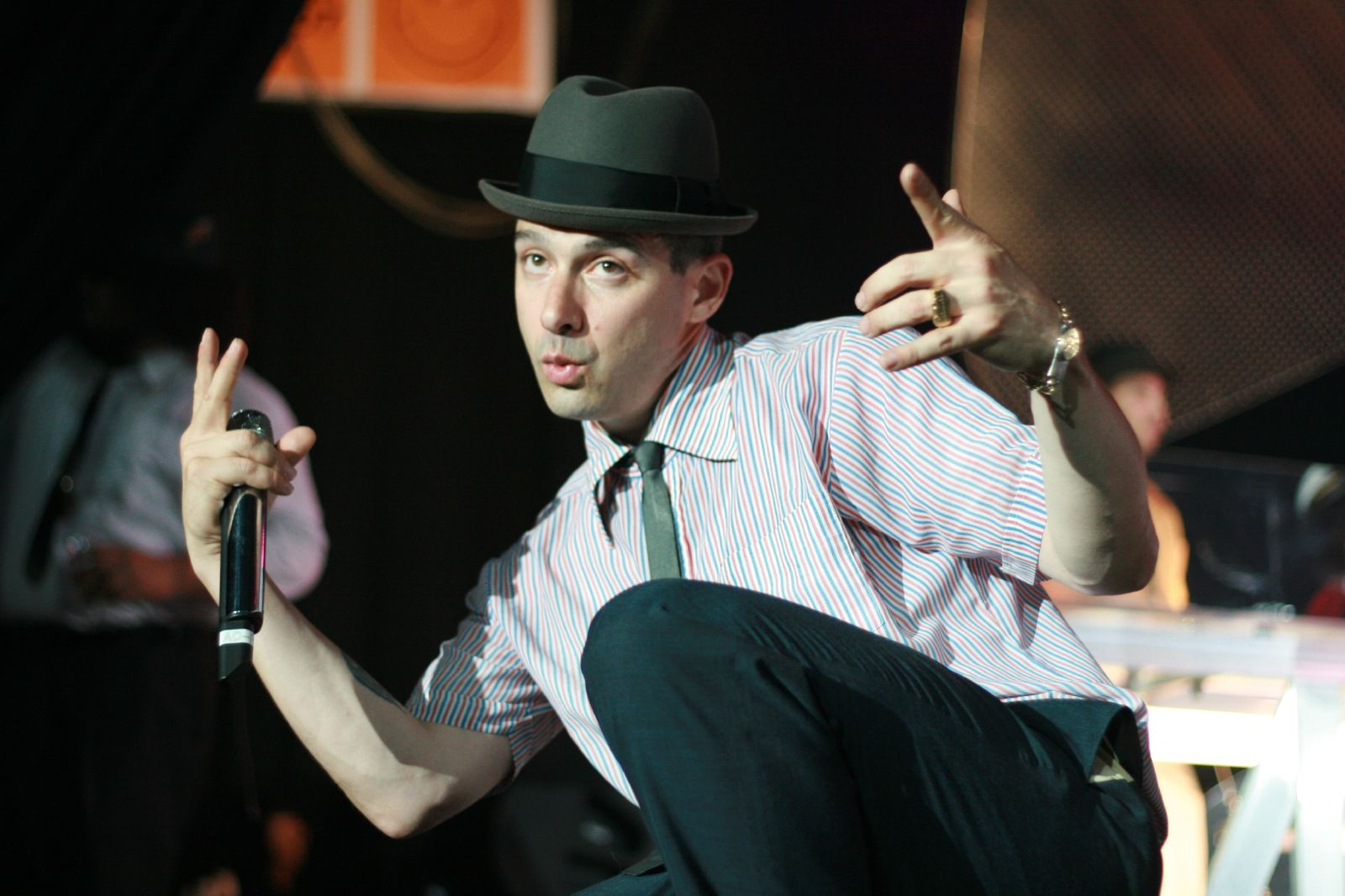
Adam Horovitz, marito di Kathleen Hanna

Kathleen Hanna è sposata dal 2006 con Adam Horovitz, ex-componente del gruppo musicale Beastie Boys.
Nel 2013 la regista Sini Anderson ha realizzato il documentario The Punk Singer che documenta l'attività di Kathleen dalle Bikini Kill a The Julie Ruin. In esso, la Hanna rivela che la decisione di cessare l'attività delle Le Tigre nel 2005 è stata determinata da misteriosi problemi di salute che le impedivano di salire sul palco. Qualche tempo dopo le è stata diagnosticata la malattia di Lyme in stato avanzato. Nel giugno del 2015 la Hanna ha annunciato di essere guarita dalla malattia.

## Citazioni e apparizioni
- A Kathleen Hanna si deve il titolo della celebre canzone dei Nirvana Smells Like Teen Spirit[8]. Fu Hannah infatti a scrivere sulla parete della camera di Kurt Cobain la frase "Kurt Smells Like Teen Spirit". Cobain non sapeva che si trattasse di un deodorante per ragazze.
- La Hannah è apparsa come ballerina nel video Bull in the Heather dei Sonic Youth.
- La musicista ha prestato la voce nella canzone Letterbomb dei Green Day cantando l'intro "nobody likes you, everyone left you, they are all out without you having fun.[non chiaro].
- È stata citata in Lassoed, terza puntata della quarta stagione di The L Word, mentre le protagoniste giocavano ad indovinare i nomi di personaggi famosi.

## Discografia parziale

### Discografia con Bikini Kill

#### Album
- 1991 - Revolution Girl Style Now!
- 1992 - Yeah Yeah Yeah Yeah/Our Troubled Youth con Huggy Bear
- 1992 - Pussy Whipped
- 1996 - Reject All American

#### Raccolte
- 1994 - The C.D. Version Of The First Two Records
- 1998 - The Singles

#### EP
- 1992 - Bikini Kill

#### Singoli
- 1993 - New Radio
- 1995 - The Anti-Pleasure Dissertation
- 1995 - I Like Fucking
- 1996 - Spring Tour 1996 con Team Dresch

#### Partecipazioni
- 1991 - Kill Rock Stars
- 1991 - Throw: The YoYo Studio Compilation
- 1991 - Give Me Back con il brano Daddy's Li'l Girl
- 1992 - There's A Dyke In The Pit con il brano Suck My Left One

### Discografia con Julie Ruin

#### Album
- 1997 - Julie Ruin (Kill Rock Stars)

### Discografia con Le Tigre

#### Album
- 1999 – Le Tigre (Mr. Lady Records)
- 2001 – Feminist Sweepstakes (Mr. Lady Records)
- 2004 – This Island (Strummer Records/Universal Records)

#### EP
- 2001 – From the Desk of Mr. Lady (Mr. Lady Records)
- 2002 – Remix (Mr. Lady Records)
- 2005 – Standing in the Way of Control Remix 12" (Kill Rock Stars)
- 2005 – This Island Remixes Volume 1 (Chicks On Speed Records)
- 2005 – This Island Remixes Volume 2 (Chicks On Speed Records)

#### Singoli
- 1999 – Hot Topic CD Single/Vinyl 7" (Wiiija Records)
- 2005 - After Dark CD Single/Vinyl 12" (Island/Universal)

### Discografia con The Julie Ruin

#### Album
- 2013 - Run Fast (TJR Records)
- 2016 - Hit Reset (Hardly Art)

#### Partecipazioni
- 2004 - Peace Not War con il brano New Kicks